# Bjarni Benediktsson (född 1908)

Bjarni Benediktsson, född 30 april 1908 i Reykjavik, död 10 juli 1970 i Þingvellir, var en isländsk politiker (Självständighetspartiet). Han var Islands statsminister 1963–1970. Dessförinnan hade han varit utrikesminister (1947–1953), justitieminister (1947–1956, 1959–1963) och utbildningsminister (1949–1950, 1953–1956). Han var Reykjaviks borgmästare 1940–1947.
Efter studier vid Islands universitet och Berlins universitet blev Benediktsson juris kandidat vid Islands universitet 1930 och professor i juridik vid Islands universitet 1932. Han blev ledamot av Reykjaviks stadsfullmäktige och magistrat 1934, och var ledamot av exekutivkommittén för Självständighetspartiet från 1936.
År 1947 blev Benediktsson utrikesminister och justitieminister i Stefán Jóhann Stefánssons regering. Som utrikesminister tog han 1949 beslutet om ett isländskt medlemskap i NATO och gav tillstånd till USA:s militär att stationera trupper på Keflavíks flygplats, trots brett politiskt och folkligt motstånd. Benediktsson kom att förbli som minister i flera regeringar fram till 1956, då Herman Jónasson bildade en koalitionsregering utan Självständighetspartiet. Han kom därefter att bli redaktör för den konservativa dagstidningen Morgunblaðið.
År 1959 återkom Benediktsson som justitieminister i Ólafur Thors femte regering. År 1961 kom Benediktsson att efterträda Thors som partiledare för Självständighetspartiet, och 1963 även som statsminister efter dennes avgång. Han kom att behålla denna post till sin död i en eldsvåda i ett sommarhus i Þingvellir 1970, där hans fru Sigridur och 4-årige sonson Benedikt Vilmundarson även omkom.
Benediktsson är gammelfarbror till sin namne Bjarni Benediktsson (född 1970), som också var Islands statsminister 2017.